# Ticodendron incognitum
Ticodendron incognitum är en tvåhjärtbladig växtart som beskrevs av Gomez-laur. och L.D.Gomez. Ticodendron incognitum ingår i släktet Ticodendron och familjen Ticodendraceae. Inga underarter finns listade i Catalogue of Life.